# Emil Köttgen
Conrad Emil Köttgen (* 6. März 1875 in Dortmund; † 23. Januar 1925 in Düsseldorf) war ein deutscher Kommunalpolitiker. Er war von 1919 bis 1924 Oberbürgermeister von Düsseldorf. In seine Amtszeit fielen die Unruhen nach dem Ersten Weltkrieg und die Ruhrbesetzung durch die Franzosen.

## Leben
Emil Köttgen wurde am 6. März 1875 in Dortmund in eine Fabrikantenfamilie geboren. Seine Mutter stammte aus einer Pfarrersfamilie. In München, Bonn und Berlin studierte Köttgen Rechtswissenschaften. Das Studium endete 1896 mit der Ablegung des Gerichtsreferendarexamens. In der Folge arbeitete er bei verschiedenen Gerichten und Staatsanwaltschaften. Ab 1901 war Köttgen in Barmen tätig, wo er am 10. Februar 1903 zum besoldeten Beigeordneten der Stadt gewählt wurde. 1911 wurde er zum 2. Bürgermeister in seiner Geburtsstadt Dortmund gewählt.
Ab 1919 war Emil Köttgen in Düsseldorf tätig, wo er am 28. Oktober 1919 zum Bürgermeister gewählt wurde und am 13. November 1919 von der preußischen Regierung als Oberbürgermeister bestätigt wurde. Die Amtseinführung fand am 2. Dezember 1919 statt. Im Umfeld des Ruhrkampfes weigerte sich Köttgen, eine Bekanntmachung der französischen Besatzungsbehörden zu veröffentlichen. Er wurde daraufhin am 19. Februar 1923 verhaftet und aus der Stadt ausgewiesen. Die Amtsgeschäfte leitete der Stadtbaurat und Beigeordnete Karl Geusen. Um wenigstens als Privatperson nach Düsseldorf zurückkehren zu können, erklärte Köttgen seinen Amtsverzicht, der am 31. März 1924 wirksam wurde. Emil Köttgen verstarb am 23. Januar 1925, nicht einmal zehn Monate nach seinem erzwungenen Rücktritt. Die Stadt Düsseldorf gewährte ihrem ehemaligen Oberbürgermeister ein Ehrengrab auf dem Nordfriedhof. Von 1920 bis 1924 war er auch Mitglied im Provinziallandtag der Rheinprovinz.